# دسترسی چندگانه با تقسیم فرکانس
دسترسی چندگانه با تقسیم فرکانس یا دسترسی چندگانهٔ بسامدتقسیم (به انگلیسی: FDMA: Frequency-division multiple access) یا به صورت مخفف اف‌دی‌ام‌ای  روشی برای تقسیم پهنای‌باند فرکانس موجود برای فرستادن امواج رادیویی است. این روش معمولاً در ارتباط با ماهواره‌ها مورد استفاده قرار می‌گیرد. از مشکلات این روش تحت تأثیر قرار گرفتن فرکانس‌های مختلف توسط یکدیگر و ایجاد اختلال در حین انتقال داده‌است. 

## منبع
1. ↑  «دسترسی چندگانهٔ بسامدتقسیم» [مهندسی مخابرات] هم‌ارزِ «frequency division multiple access»؛ منبع: گروه واژه‌گزینی. دفتر یازدهم. فرهنگ واژه‌های مصوب فرهنگستان. تهران: انتشارات فرهنگستان زبان و ادب فارسی. شابک ۹۷۸-۶۰۰-۶۱۴۳-۴۵-۳ (ذیل سرواژهٔ دسترسی چندگانهٔ بسامدتقسیم)
2. ↑  «FDMA». بایگانی‌شده از اصلی در ۴ اوت ۲۰۱۳. دریافت‌شده در ۱۴ دسامبر ۲۰۱۲.